# Арсентьев, Василий Афанасьевич
Васи́лий Афана́сьевич Арсе́нтьев (14.02.1938-09.07.2009) — председатель колхоза «Красный Октябрь», депутат Совета Национальностей Верховного Совета СССР 11 созыва (1984-1989) от Чувашской АССР.

## Биография
Родился 14 февраля 1938 года в селе Старочелны-Сюрбеево Комсомольского района Чувашии. Ушел из жизни 9 июля 2009 года.
В 1961 году окончил агрономический факультет Чувашского  сельскохозяйственного института.
С сентября 1962 года по февраль 1992 года бессменно работал председателем колхоза «Красный Октябрь». За период с 1965 года по 1992 год урожайность зерновых и зернобобовых культур в хозяйстве с 14,1 ц достигла до 42 ц с 1 гектара, картофеля с 100 ц - до 244 ц с 1 гектара, численность КРС с 428 голов - до 1300 голов, свиней с 425 голов - до 2000 голов. Производство мяса с 734 ц достигло до 4400 ц, молока с 4402 ц - до 12300 ц, а средний удой молока с 2680 кг - до 4000 кг.
За высокие производственные показатели по итогам 1973 года хозяйство награждено переходящим Красным Знаменем Совета Министров Российской Федерации и ВЦСПС. По итогам 1977 года овцеводческая ферма хозяйства была участником ВДНХ и награждена дипломом I степени.
ЦК КПСС, Совет Министров СССР, ВЦСПС, ЦК ВЛКСМ в 1976 году за досрочное выполнение  народнохозяйственных планов колхоз "Красный Октябрь" наградили В.А. Арсентьева памятным знаком «За трудовую доблесть в IX пятилетке» с занесением  на Всесоюзную Доску почета на ВДНХ.
Трижды — в 1986, 1981 и 1988 годах - награждён Почетной Грамотой Президиума Верховного Совета ЧАССР, в 1970 году - медалью «За доблестный труд в ознаменовании 100 -летия со дня рождения В.И. Ленина», в 1971 году - орденом Трудового Красного Знамени, в 1973 году - орденом Ленина. В 1977 году присвоено звание «Заслуженный агроном ЧАССР».
В 1981 году заочно окончил Горьковскую высшую партийную школу.
В 1984-1989 годах был депутатом Верховного Совета СССР, постоянно избирался депутатом районного[где?] и сельского Советов[где?]. Отличник народного  просвещения (1978 год), делегат  14  съезда  ВЛКСМ (1962 год), 3 съезда учителей СССР (1978 год), съезда ДОСААФ СССР (1981 год), Съезда строителей РФ (1986 год).